# 代田 (志賀町)
代田（しなんた）は、石川県羽咋郡志賀町東部に所在する一地域。田園が広がる農村地帯である。読みの「しなんた」は難読地名の一つに数えられる。

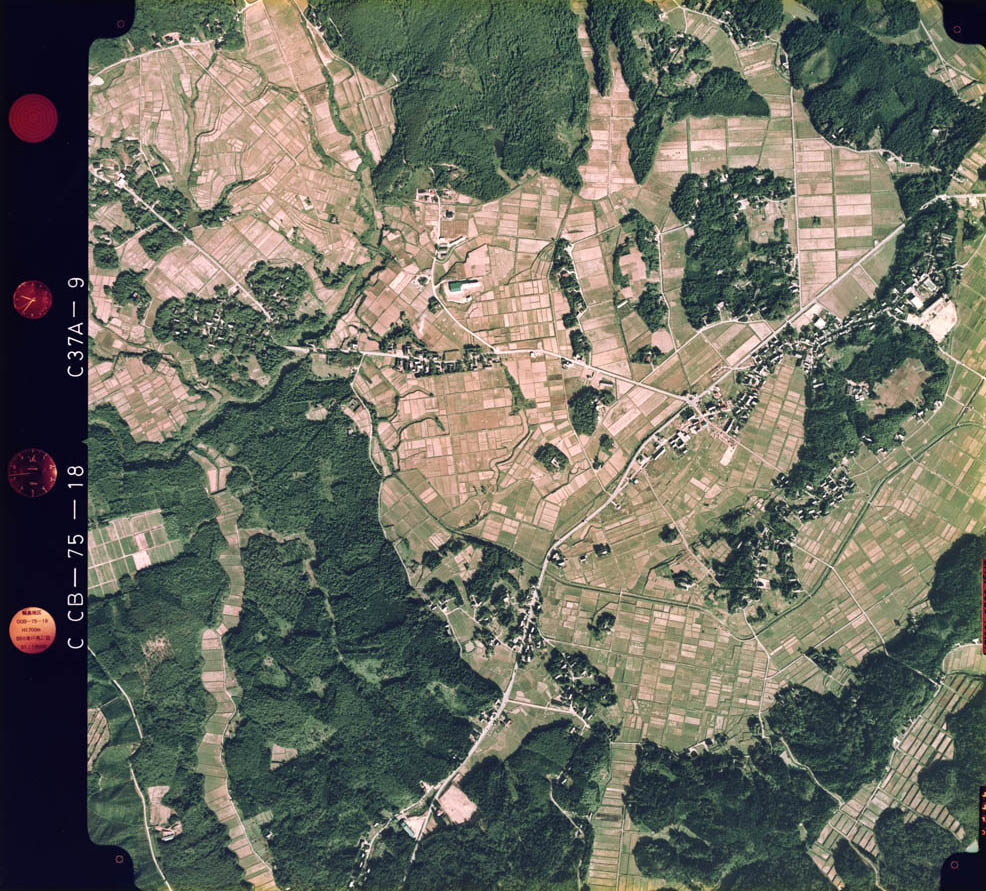
1975年度（昭和50年）に撮影された石川県羽咋郡志賀町代田地区上空から撮影された航空写真。

## 概要
代田は、志賀町中心部である高浜地区の北東約7kmの、米町川水系上流域の丘陵に囲まれた盆地部に位置する。水田・畑地・山林のほかは農家が点在する農村である。地区内には、志賀町立土田公民館、志賀町シルバーハウス、代田農村公園などの施設が所在する。
能登半島一帯では、切子灯篭を神輿に供奉する「キリコ祭り」が広く行われているが、代田地区では例年9月中旬に「代田キリコ祭り」が催されている。

## 歴史
地区には古墳時代から江戸時代にかけての代田遺跡がある。同遺跡からは、古墳時代の代田古墳群のほか、古代の掘立柱建物、中世の掘立柱建物・井戸・溝、近世の各種遺構が出土している。（石川県埋蔵文化財センター編集、『志賀町代田遺跡　いしかわ広域交流幹線軸道路整備事業 一般県道松木代田線に係る埋蔵文化財発掘調査報告書』、石川県教育委員会、2006年）
代田の高山家には、マニラに追放された高山右近の直系子孫であるとする伝承が残っている。元和2年(1616年)に右近の孫が日本へ帰国し、その孫の子孫の一人が代田に在住し、高山家の祖先になったという。